# Propebela profunda
Propebela profunda é uma espécie de gastrópode do gênero Propebela, pertencente a família Mangeliidae.